# Primus Sitter

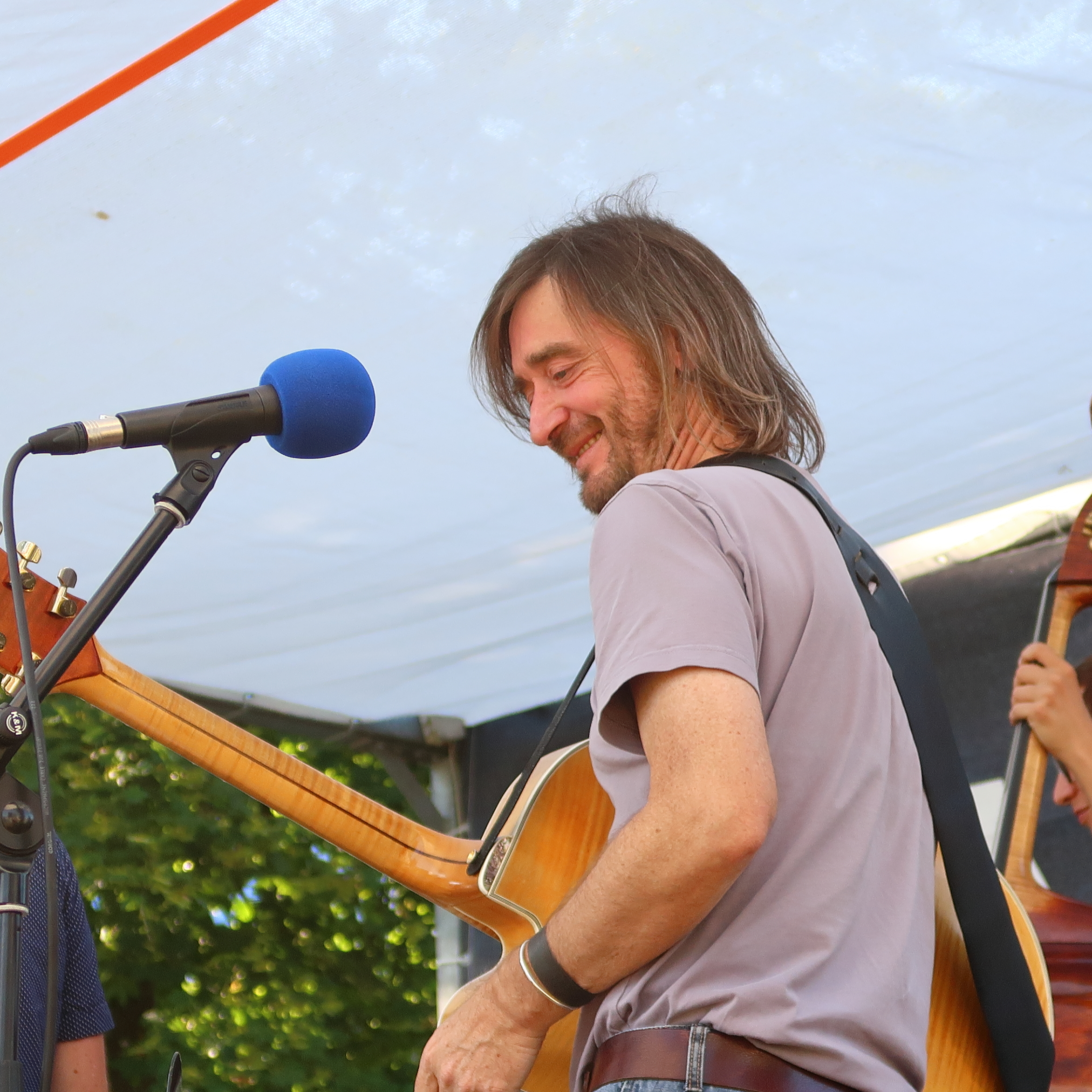
Primus Sitter bei seinem Auftritt bei »Jazz im Park« mit dem »Manfred Paul Weinberger QuARTet« am 10. September 2016 in Vöcklabruck.

Primus Sitter (* 20. Februar 1966 in Villach) ist ein österreichischer Jazz-Gitarrist und Komponist. Sitter ist mit eigenen Projekten oder als Sideman international   tätig. Er lebt derzeit als selbständiger Musiker in Kärnten.

## Wirken
Sitter spielte mit Prima Volta auf dem Jazz Festival Montreux (CD Sometime-Somewhere 1991). Mit dem Austrian Jazz Orchestra unter Leitung von Erich Kleinschuster trat er 1992 beim Jazz Fest Wien sowie bei Jazzfestival Warschau und Carinthischer Sommer auf. Mit seiner international besetzten Primus Sitter Five war er 1999 auf Österreich- und Slowenientournee. Auch gehörte er zum Upper Austrian Jazz Orchestra und zum Soultown Orchestra. Mit dem Trio Süd war er 2003 auf Türkei-Tournee (Jazzfestival Izmir, Istanbul, Bodrum) und 2007 in Mexiko.
Neben eigenen Bands spielt er mit The Talltones (mit Richard Klammer und Stefan Gfrerrer), die 2006 gegründet wurden, der Band Soul What, der Gruppe Airbass von Gina Schwarz und Richard Oesterreicher und dem gemeinsam mit dem Saxophonisten Christian Maurer geleiteten Quartet Sitter-Maurer mit Marc Abrams und Schlagzeuger Herbert Pirker. Das Oliver Groenewald Newnet interpretierte auf Tourneen in Deutschland und Österreich auch Kompositionen von Sitter (CDs Meetings und  Talking Heads).
Seit 1999 bis heute (2013) leitete und koordinierte Sitter die monatliche Konzertserie im „Theatercafe Cho-Cho-San“ Klagenfurt mit Musikern aus Österreich, Italien, Deutschland, Slowenien uvw. (CD "Primus Sitter Werkstatt" mit Livemitschnitten aus der Saison 2001/02). Er war auch an Theaterproduktionen beteiligt (Jesus Christ Superstar, Clockwork Orange, Elvis, Dreigroschenoper usw.)
Sitter wirkte zudem als Dozent beim Jazzseminar Scheibbs, dem Villacher Musiccamp, den Jazztagen Wolfsberg, dem Musikforum Viktring und dem Jazz Seminar Salzburg 2005 (Assistenz für Nguyên Lê).

## Auszeichnungen / Preise
Sitter ist Preisträger bei der „International Heritage Jazz-Guitar-Competition“ 1996 in Nashville/Tennessee.
Am 6. Dezember 2019 wurde ihm der  „Würdigungspreis des Landes Kärnten für Musik“ verliehen.

## Diskographische Hinweise
- Sometime-Somewhere / Prima Volta / CD, 1991  (mit Martin Koller, Michael Erian, Michael Malicha und Peter Mang)
- Minor Affairs (mit Oliver Groenewald, Michael Erian, Michael Malicha und Erich Bachträgl, 1994)
- Primus Sitter Five CD Five (1998, New York) (mit George Garzone, Peter Herbert, Alex Deutsch, Peter Madsen und Karen Asatrian, 1998).
- Couch Ensemble Winnetou (mit Daniel Nösig, Michael Erian, Karen Asatrian, Jens Loh, Klemens Marktl und Klaus Lippitsch, Jazz´n´Arts Records 2003).
- Trio Süd Space (mit Michael Erian und Heinrich Werkl, Extraplatte 2004)
- Daniel Nösig Nösit (mit Raphael Preuschl, Christian Salfellner, 2006)